# Episodi di Viola come il mare (prima stagione)
La prima stagione della serie televisiva Viola come il mare, composta da 12 episodi, è stata trasmessa in prima visione su Canale 5 ogni venerdì dal 30 settembre al 4 novembre 2022 in sei prime serate.
| nº | Titolo                         | Titolo          | Prima TV          |
| nº | In streaming                   | In chiaro       | Prima TV          |
| -- | ------------------------------ | --------------- | ----------------- |
| 1  | Tutti i colori di Viola        | Prima puntata   | 30 settembre 2022 |
| 2  | Rosso come la solitudine       | Prima puntata   | 30 settembre 2022 |
| 3  | Blu come il pregiudizio        | Seconda puntata | 7 ottobre 2022    |
| 4  | Verde come la rigidità         | Seconda puntata | 7 ottobre 2022    |
| 5  | Giallo come le bugie           | Terza puntata   | 14 ottobre 2022   |
| 6  | Arancione come la fiducia      | Terza puntata   | 14 ottobre 2022   |
| 7  | Celeste come la libertà        | Quarta puntata  | 21 ottobre 2022   |
| 8  | Nero come il sacrificio        | Quarta puntata  | 21 ottobre 2022   |
| 9  | Bordeaux come gli errori       | Quinta puntata  | 28 ottobre 2022   |
| 10 | Indaco come le scelte          | Quinta puntata  | 28 ottobre 2022   |
| 11 | Rosa come il tradimento        | Sesta puntata   | 4 novembre 2022   |
| 12 | Bianco come l'inizio e la fine | Sesta puntata   | 4 novembre 2022   |

## Prima puntata

### Tutti i colori di Viola
- Diretto da: Francesco Vicario
- Soggetto di: Elena Buccaccio, Silvia Leuzzi, Fabrizio Lucherini, Jessica Quacquarelli e Mara Perbellini
- Scritto da: Elena Bucaccio, Silvia Leuzzi e Francesco Arlanch

#### Trama
Viola Vitale è una donna che, dopo aver lavorato per molti anni a Parigi nel settore della moda, torna a Palermo (sua città natale) con l'obiettivo di trovare il padre che non ha mai conosciuto per poter ricostruire la propria anamnesi e cercare una cura per la sua malattia neurodegenerativa. Uno dei primi effetti di tale malattia è la sinestesia: Viola riesce a percepire il colore delle persone e, dunque, il loro stato emozionale. Inizia a lavorare presso un giornale come cronista di cronaca nera, e contemporaneamente, grazie alle sue abilità, collabora con l'ispettore capo di polizia Francesco Demir. Tra i due comincia ad avvertirsi una certa complicità.
- Ascolti: telespettatori 3 403 000 – share 20,40%[4].

### Rosso come la solitudine
- Diretto da: Francesco Vicario
- Soggetto di: Elena Buccaccio, Silvia Leuzzi, Fabrizio Lucherini, Jessica Quacquarelli e Mara Perbellini
- Scritto da: Elena Bucaccio, Silvia Leuzzi e Francesco Arlanch

#### Trama
Viola Vitale, dopo essere stata indagata per un equivoco per la morte di una donna di nome Silvia, viene incaricata di seguire le indagini di un tentato omicidio riguardante un ragazzo. L'ispettore Francesco Demir resta sempre più colpito dalle abilità di Viola, tanto da chiederle di lavorare con lui per un'indagine non ufficiale. Nel frattempo cominciano ad emergere alcuni particolari sul padre di Viola, che viene divisa tra tormenti personali e nuove indagini da affrontare.
- Ascolti: telespettatori 3 403 000 – share 20,40%[4].

## Seconda puntata

### Blu come il pregiudizio
- Diretto da: Francesco Vicario
- Soggetto di: Elena Buccaccio, Silvia Leuzzi, Fabrizio Lucherini, Jessica Quacquarelli e Mara Perbellini
- Scritto da: Elena Bucaccio, Silvia Leuzzi, Fabrizio Lucherini e Giampaolo Simi

### Trama
Viola Vitale e Francesco Demir indagano fianco a fianco sulla morte della titolare di un salone di bellezza ed ex prostituta. Al contempo i due iniziano a conoscersi meglio e a confidarsi. Francesco confida a Viola di aver vissuto un'infanzia difficile e che a causa di vecchi traumi ha sviluppato un rapporto di diffidenza verso il prossimo e che, a causa di ciò, fatica a credere nel vero amore. Viola intanto è occupata a risolvere il mistero legato alla scomparsa del padre.
- Ascolti: telespettatori 2 868 000 – share 17,50%[5].

### Verde come la rigidità
- Diretto da: Francesco Vicario
- Soggetto di: Elena Buccaccio, Silvia Leuzzi, Fabrizio Lucherini, Jessica Quacquarelli e Mara Perbellini
- Scritto da: Elena Bucaccio, Silvia Leuzzi, Fabrizio Lucherini e Giampaolo Simi

#### Trama
Francesco Demir è impegnato in un caso delicato legato al traffico di esseri umani da parte della mafia. Durante le indagini fa la conoscenza di Farah, una giovane donna segnata da un atroce destino. Contemporaneamente al caso di Francesco, Viola Vitale inizia a frequentare un'azienda agricola gestita da un certo Raniero Sammartano. Francesco Demir non vede di buon occhio la novità, così qualcosa in lui comincia a muoversi, iniziando a provare un sentimento profondo nei confronti di Viola, oltre al loro rapporto di amicizia.
- Ascolti: telespettatori 2 868 000 – share 17,50%[5].

## Terza puntata

### Giallo come le bugie
- Diretto da: Francesco Vicario
- Soggetto di: Elena Buccaccio, Silvia Leuzzi, Fabrizio Lucherini, Jessica Quacquarelli e Mara Perbellini
- Scritto da: Elena Bucaccio, Silvia Leuzzi, Dario Sardelli e Giovanni Di Giamberardino

#### Trama
Francesco Demir è ancora impegnato con le delicate indagini sul traffico di esseri umani e nello stesso tempo inizia a frequentare Farah. Quest'ultima, che in un primo momento sembrava di fondamentale importanza per la risoluzione del caso, non sembra invece poter essere d'aiuto. Uno dei giornalisti di Sicilia WebNews sembra essere attivamente coinvolto in questa tremenda storia. Francesco capisce che non c'è altro tempo da perdere. Viola Vitale riesce a ritagliarsi del tempo dagli impegni di lavoro per concentrarsi sul rapporto con Raniero Sammartano, che si consolida, e per la prima volta dopo tanto tempo può guardare al futuro con ottimismo. Lo stesso Raniero aiuta Viola con le indagini inerenti alla scomparsa di suo padre. A tal proposito emergono delle notizie significative: pochi anni prima la madre di Viola aveva visitato Palermo in gran segreto.
- Ascolti: telespettatori 2 626 000 – share 15,60%[6].

### Arancione come la fiducia
- Diretto da: Francesco Vicario
- Soggetto di: Elena Buccaccio, Silvia Leuzzi, Fabrizio Lucherini, Jessica Quacquarelli e Mara Perbellini
- Scritto da: Elena Bucaccio, Silvia Leuzzi, Dario Sardelli e Giovanni Di Giamberardino

#### Trama
Sentimentalmente distanti ed impegnati in ciascuna frequentazione: Francesco Demir con Farah e Viola Vitale con Raniero Sammartano, i due si ritrovano per indagare sul nuovo caso, un uomo che è rimasto vittima di un pirata della strada. Dietro a questo avvenimento potrebbe però nascondersi una verità ben più complessa. Francesco si rende conto che Farah si stava approfittando di lui e che lo stava portando fuori strada nel coinvolgimento di un caso, così la fa arrestare dicendole che non vuole vederla mai più. Intanto, Viola si incontra con Francesco, poi dopo aver visto Raniero con un'altra donna lo chiama per chiarirsi con lui e per confidarsi sulle ricerche della scomparsa di suo padre.
- Ascolti: telespettatori 2 626 000 – share 15,60%[6].

## Quarta puntata

### Celeste come la libertà
- Diretto da: Francesco Vicario
- Soggetto di: Elena Buccaccio, Silvia Leuzzi, Fabrizio Lucherini, Jessica Quacquarelli e Mara Perbellini
- Scritto da: Silvia Leuzzi, Umberto Gnoli e Jessica Quacquarelli

#### Trama
Viola Vitale è impegnata su due nuovi casi e mentre il suo rapporto con Raniero Sammartano si consolida. La coppia inizia a fare progetti e il primo intento è quello di trascorrere insieme il weekend lontani dagli stress del lavoro. Il destino gioca però un brutto scherzo a Viola, che viene colpita da un fastidioso raffreddore e da uno scenario lavorativo che va ad inasprirsi. Nel frattempo viene trovata senza vita la ristoratrice Luisa Palazzo. Per Viola i giorni che dovevano essere romantici si trasformano in momenti carichi di impegni e tensioni. Le questioni d'amore non vanno altrettanto bene per Francesco Demir che inizia a porsi qualche domanda sul suo rapporto con Farah. Quest'ultima ha deciso di scappare dal centro di accoglienza che la ospita, fornendo nuovi motivi di preoccupazione.
- Ascolti: telespettatori 2 721 000 – share 16,30%[7].

### Nero come il sacrificio
- Diretto da: Francesco Vicario
- Soggetto di: Elena Buccaccio, Silvia Leuzzi, Fabrizio Lucherini, Jessica Quacquarelli e Mara Perbellini
- Scritto da: Silvia Leuzzi, Umberto Gnoli e Jessica Quacquarelli

#### Trama
Quando sta per partire con Raniero per Pantelleria Viola ha un incidente stradale a causa di un blocco motorio provocato dalla sua malattia: il medico le sconsiglia di guidare ancora. Nella redazione di Sicilia WebNews emerge un nuovo caso drammatico riguardante il tentato omicidio dell'avvocato Graziosi, il padre di Tamara. Viola Vitale inizia ad indagare e immersa nel lavoro scopre una inattesa realtà che riguarda la sua collega e amica Tamara. Viola deve prendere un'importante decisione e capisce che non può più nascondersi e decide di parlare con Raniero Sammartano della sua sinestesia. Inoltre, quest'ultimo trova nel portaoggetti dell'auto di Viola il risultato delle analisi, così si allontana da quest'ultima in quanto glielo ha tenuto nascosto senza dirglielo. Nel frattempo Viola riceve una chiamata da parte di un uomo misterioso e pensa che sia suo padre. Santo Buscemi comunica a Francesco Demir che Farah è stata ritrovata morta sulla spiaggia.
- Ascolti: telespettatori 2 721 000 – share 16,30%[7].

## Quinta puntata

### Bordeaux come gli errori
- Diretto da: Francesco Vicario
- Soggetto di: Elena Buccaccio, Silvia Leuzzi, Fabrizio Lucherini, Jessica Quacquarelli e Mara Perbellini
- Scritto da: Francesco Arlanch e Mara Perbellini

#### Trama
Viola Vitale e Francesco Demir vivono parallelamente le crisi delle proprie storie sentimentali. La situazione tra Viola e Raniero Sammartano inizia ad andare bene, ma quando quest'ultimo inizia a parlare di convivenza Viola sente un senso di responsabilità troppo forte. Viola e Francesco sono chiamati in causa da importanti responsabilità su un nuovo caso riguardante il sospetto di avvelenamento di una giovane atleta e la morte di un noto imprenditore. Mentre indaga sul caso con Francesco, Viola è chiamata in causa da Tamara Graziosi, che la sta aiutando ad andare vicina alla verità riguardante al padre. Nel frattempo Viola dopo essere stata in visita a un paziente in ospedale, riflette sulla sua relazione con Raniero e decide di rompere con lui. Quest'ultimo, deluso da lei, prima di andarsene le augura buona fortuna.
- Ascolti: telespettatori 2 672 000 – share 15,70%[8].

### Indaco come le scelte
- Diretto da: Francesco Vicario
- Soggetto di: Elena Buccaccio, Silvia Leuzzi, Fabrizio Lucherini, Jessica Quacquarelli e Mara Perbellini
- Scritto da: Francesco Arlanch e Mara Perbellini

#### Trama
Tamara Graziosi rivela a Viola Vitale che il padre è diventato un sacerdote e che si tratta di Don Andrea. Francesco Demir continua ad indagare sul traffico di esseri umani. Durante l'indagine Francesco arriva alla conclusione che l'indagine stessa potrebbe rivelare una verità preoccupante. Nel frattempo il rapporto tra Viola Vitale e Claudia Forensi è decisamente migliorato, così le due iniziano a confidarsi. Alex Leonardi non riesce a dichiarare i suoi sentimenti nei confronti di Tamara e Alex decide di andare a casa di Tamara per dichiararsi, ma nel momento che sta per parlare ci ripensa dopo averla trovata in compagnia di un uomo. Inoltre, Tamara stessa ha organizzato tutto, dopo aver sentito Alex che parlava da solo dei suoi sentimenti, in quanto lo considera solo come un amico. Viola dopo aver pensato a lungo decide di andare a trovare il padre nella sua parrocchia e una volta giunta lì lui la ripudia dicendole in malo modo di andare via.
- Ascolti: telespettatori 2 672 000 – share 15,70%[8].

## Sesta puntata

### Rosa come il tradimento
- Diretto da: Francesco Vicario
- Soggetto di: Elena Buccaccio, Silvia Leuzzi, Fabrizio Lucherini, Jessica Quacquarelli e Mara Perbellini
- Scritto da: Silvia Leuzzi

#### Trama
Viola si ritrova a fare i conti con la delusione nei confronti di Don Andrea, che con il suo comportamento, ossia un vero e proprio rifiuto, fa soffrire profondamente la ragazza. Per distrarsi da quanto accaduto, Viola si butta a capofitto sul lavoro e si concentra su un nuovo caso su cui indagare. In particolare si tratta dell'uomo che sta cercando la figlia scomparsa, Dalila. Un caso che a livello personale coinvolge tantissimo Viola. Quest'ultimo caso sembra avere qualche collegamento con la morte di Farah, che continua a far soffrire Francesco e a fargli sentire forti sensi di colpa. Don Andrea ci ripensa e decide di chiamare Viola per raccontarle tutta la verità su suo padre. Il sacerdote, una volta che la ragazza è giunta all'incontro in chiesa, le rivela che suo padre è scappato dopo aver ucciso un uomo e successivamente è morto. In seguito, le dice che quando aveva chiesto a Viola di andare via era perché è amareggiato dalla morte del padre di Viola, Pietro, e poi le mostra una sua fotografia. Dopo l'incontro Viola si chiude in sé stessa a piangere per la rivelazione di Don Andrea.
- Ascolti: telespettatori 2 828 000 – share 16,50%[9].

### Bianco come l'inizio e la fine
- Diretto da: Francesco Vicario
- Soggetto di: Elena Buccaccio, Silvia Leuzzi, Fabrizio Lucherini, Jessica Quacquarelli e Mara Perbellini
- Scritto da: Silvia Leuzzi

#### Trama
Francesco Demir continua a seguire le sue indagini sul traffico di esseri umani, e inizia a convincersi che in polizia possa esserci una talpa. Durante le indagini, Francesco viene aiutato dal suo collega e amico Turi D'Agata. Viola Vitale va in giro a fare domande senza senso, così dopo aver importunato un magistrato questi chiama una persona misteriosa al telefono per comunicargli che Viola gli sta addosso e che lo sta sottoponendo a varie domande, e gli chiede cosa deve fare. Viola, dopo aver scoperto che il padre è morto, saluta tutti i suoi colleghi per poi tornare a Parigi. Prima di partire va da Santo Buscemi per salutarlo, ma lui ne approfitta per sequestrarla. Santo, una volta portata Viola in un magazzino, le rivela la verità sulla scomparsa di Farah. Nel frattempo, Francesco chiama Santo, che gli dice che Viola è con lui. Arrabbiato per la situazione, Francesco irrompe in casa di Santo per fargli dire dov'è Viola, e lui gli rivela che lo ha fatto per proteggerla. In seguito, Santo confessa a Francesco che lui ha aiutato Farah a scappare e che gli aveva dato il suo braccialetto per spacciarlo per quello di una donna morta sulla spiaggia, in modo da fargli credere che fosse morta. Dopo la discussione con Francesco, Santo se ne va, ma tre uomini implicati nel traffico di esseri umani gli sparano. Francesco, rendendosi conto che Santo è in pericolo, corre da lui per soccorrerlo e per fargli dire dove ha portato Viola. Dopo aver scoperto il luogo in cui si trova Viola, si precipita da lei per salvarla, ma una volta usciti dal magazzino vengono raggiunti da tre uomini in moto armati di pistola. Questi ultimi chiedono a Francesco di abbassare la pistola, ma fortunatamente la polizia arriva in tempo e arresta tutti e tre. Viola, una volta liberata, ritorna nella redazione di Sicilia WebNews per festeggiare con i suoi colleghi. Viola si chiarisce con Tamara Graziosi sulla sua scomparsa. Intanto, quest'ultima si rende conto di provare qualcosa nei confronti di Alex Leonardi, così si reca a casa sua per dirgli che ha iniziato a provare qualcosa per lui, che felice della situazione la bacia appassionatamente. Francesco ringrazia Turi per aver salvato lui e Viola e gli chiede di dargli del tu. Viola organizza una cena con Francesco, ma lui si ricorda che ne ha una programmata con Turi. La madre di Francesco, Sonia, chiama Viola per dirle che sta tornando a Palermo per confessare a suo figlio la verità su suo padre, ma la foto che tiene stretta tra le mani è la stessa che Don Andrea ha mostrato a Viola rivelando così che Francesco e Viola sono fratelli da parte di padre. Infine, Viola va al mare, che considera il suo luogo felice.
- Ascolti: telespettatori 2 828 000 – share 16,50%[9].